# Lissy
Lissy är en kommun i departementet Seine-et-Marne i regionen Île-de-France i norra Frankrike. Kommunen ligger i kantonen Brie-Comte-Robert som tillhör arrondissementet Melun. År 2022 hade Lissy 343 invånare.

## Befolkningsutveckling
Antalet invånare i kommunen Lissy
| Referens: INSEE |